# Principe fondamental de la dynamique

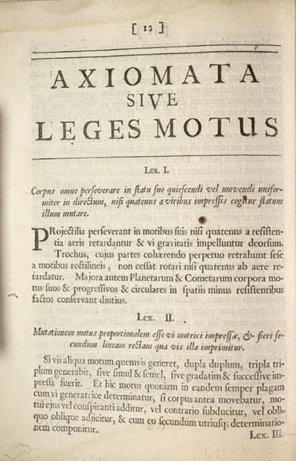
Lois de Newton rédigées en latin.

Le principe fondamental de la dynamique (en abréviation, PFD) désigne une loi de physique mettant en relation la masse d'un objet et l'accélération qu'il reçoit si des forces lui sont appliquées. On l'appelle aussi deuxième loi de Newton, ou relation fondamentale de la dynamique, ou encore RFD.
On peut également le voir comme découlant du principe des puissances virtuelles qui en est une formulation duale.

## Principe fondamental de la dynamique en translation
Il s'agit de la deuxième loi de Newton. Elle s'énonce ainsi :

Dans un référentiel galiléen, l'accélération du centre d'inertie d'un système de masse m constante est proportionnelle à la résultante des forces qu'il subit, et inversement proportionnelle à m.
Ceci est souvent récapitulé par l'équation :
{\displaystyle {\vec {a}}={\frac {1}{m}}\sum {{\vec {\mathrm {F} }}_{i}}}
ou :
{\displaystyle \sum {{\vec {\mathrm {F} }}_{i}}=m{\vec {a}}}
où :
- {\displaystyle {\vec {\mathrm {F} }}_{i}} désigne les forces extérieures exercées sur l'objet ;
- {\displaystyle m} est sa masse inertielle (qui se révèle égale à la masse gravitationnelle, voir principe d'équivalence) ;
- {\displaystyle {\vec {a}}} est l'accélération de son centre d'inertie G ;
- le terme {\displaystyle m{\vec {a}}} est parfois appelé quantité d'accélération.

Ainsi, la force nécessaire pour accélérer un objet est égale au produit de sa masse par son accélération : plus la masse d'un objet est grande, plus la force requise pour l'accélérer à une vitesse déterminée (en un laps de temps fixé) est grande. Quelle que soit la masse d'un objet, toute force nette non nulle qui lui est appliquée produit une accélération.

### Théorème de la quantité de mouvement
Si la masse ne varie pas au cours du temps, on peut reformuler le PFD de la façon suivante : La dérivée par rapport au temps de la quantité de mouvement d'un corps est égale à la force qui lui est appliquée.
{\displaystyle \sum {{\vec {\mathrm {F} }}_{i}}={\frac {\mathrm {d} {\vec {p}}}{\mathrm {d} t}}}
où :
- {\displaystyle {\vec {\mathrm {F} }}_{i}} désigne les forces exercées sur l'objet ;
- {\displaystyle {\vec {p}}=m{\vec {v}}} est la quantité de mouvement, égale au produit de sa masse {\displaystyle m} par sa vitesse {\displaystyle {\vec {v}}}.

Le théorème est applicable à tout système de masse constante, y compris formé de différents morceaux (sous-systèmes). Alors la quantité de mouvement {\displaystyle {\vec {p}}} est la somme des quantités de mouvement des différents sous-systèmes :
{\displaystyle {\vec {p}}=\sum _{j}{\vec {p}}_{j}}.

### Principe de d'Alembert
On peut aussi écrire le PFD sous la forme :
{\displaystyle \sum {{\vec {\mathrm {F} }}_{i}}-m{\vec {a}}={\vec {0}}}.
Cela permet une traduction graphique du PFD (voir l'article Statique graphique) : si l'on met les vecteurs forces bout à bout, on obtient un polygone ouvert (puisque la somme des forces est non nulle) ; le vecteur {\displaystyle -m{\vec {a}}} est le vecteur qui ferme le polygone.
On retrouve cette forme en se plaçant dans le référentiel de l'objet étudié : si l'accélération est non nulle, le référentiel n'est plus galiléen (voir ci-après), on introduit donc la force d'inertie
{\displaystyle {\vec {\mathrm {F} }}_{\mathrm {I} }=-m{\vec {a}}=-{\frac {\mathrm {d} {\vec {p}}}{\mathrm {d} t}}}
et l'on retrouve le principe fondamental de la statique (le solide étant immobile dans son propre référentiel)
{\displaystyle \sum {{\vec {\mathrm {F} }}_{i}}+{\vec {\mathrm {F} }}_{\mathrm {I} }={\vec {0}}}.
L'écriture du PFD sous cette forme facilite la résolution de certains problèmes.
Ceci constitue un cas particulier du principe de d'Alembert : puisque
{\displaystyle {\vec {\mathrm {F} }}(x)-{\frac {\mathrm {d} {\vec {p}}}{\mathrm {d} t}}={\vec {0}}},
a fortiori
{\displaystyle \int _{\mathrm {C} }\left({\vec {\mathrm {F} }}(x)-{\frac {\mathrm {d} {\vec {p}}}{\mathrm {d} t}}\right)\cdot \delta {\vec {r}}(x)\,\mathrm {d} x={\vec {0}}}.

## Principe fondamental de la dynamique en rotation
En mécanique du solide, on considère également la rotation d'un solide. Le principe fondamental de la dynamique comporte alors un « volet » sur la rotation.

### Point matériel en mouvement circulaire
Considérons un point matériel A de masse {\displaystyle m} en mouvement plan circulaire. Sa trajectoire décrit un cercle de centre {\displaystyle O} et de rayon {\displaystyle r} constant.
Si l'on projette le PFD sur l'axe tangentiel du repère de Frenet, on obtient :
{\displaystyle F_{t}=ma_{t}}
où {\displaystyle F_{t}} est la composante tangentielle de la résultante des forces. On en déduit
{\displaystyle C=J_{O}\alpha }
où
- {\displaystyle C} est le moment de la force par rapport à {\displaystyle O} (en N m) : {\displaystyle C=M_{O}(F_{t})=F_{t}\,r};
- {\displaystyle J_{O}} est le moment d'inertie du point matériel par rapport à {\displaystyle O} (en kg m2) : {\displaystyle J_{O}=mr^{2}} ;
- {\displaystyle \alpha } est l'accélération angulaire du point matériel (en rad s−2).

On obtient ainsi une forme similaire au PFD en translation.
| Grandeur               | Translation                            | Rotation                                                 |
| ---------------------- | -------------------------------------- | -------------------------------------------------------- |
| Effort                 | Force {\displaystyle F} (N)            | Moment {\displaystyle C} (N m)                           |
| Inertie                | masse {\displaystyle m} (kg)           | Moment d'inertie {\displaystyle J} (kg m2)               |
| Variation du mouvement | Accélération {\displaystyle a} (m s−2) | Accélération angulaire {\displaystyle \alpha } (rad s−2) |

### Solide en rotation autour d'un axe fixe
Considérons un solide {\displaystyle S} en mouvement de rotation autour d'un axe (Δ), fixe par rapport au référentiel. On peut appliquer la simplification des mouvements plans en considérant un plan orthogonal à {\displaystyle (\Delta )}, et donc utiliser des valeurs scalaires. Le solide est défini par sa fonction de masse volumique {\displaystyle \rho }. On peut intégrer la formule précédente pour tous les points du solide, ce qui donne
{\displaystyle C_{\text{ext}}=J_{\Delta }\alpha }
où
- {\displaystyle C_{\text{ext}}} est le moment des actions mécaniques extérieures s'exerçant sur {\displaystyle S};
- {\displaystyle J_{\Delta }} est le moment d'inertie du solide, 
{\displaystyle \mathrm {J} _{\Delta }=\iiint _{\mathrm {S} }d(\Delta ,\mathrm {M} )^{2}\cdot \rho (\mathrm {M} )\cdot \mathrm {dV} }
 où {\displaystyle d(\Delta ,M)} est la distance du point {\displaystyle M} à la droite {\displaystyle (\Delta )} ;
- {\displaystyle \alpha } est l'accélération angulaire du solide.

On peut formuler ce principe sans se placer dans le plan du mouvement et en utilisant des valeurs vectorielles :

Soit un corps de moment d'inertie constant {\displaystyle J_{\Delta }} par rapport à l'axe de rotation fixe {\displaystyle (\Delta )}, l'accélération angulaire subie par ce corps dans un référentiel galiléen est proportionnelle à la somme des moments des forces qu'il subit exprimés au point {\displaystyle A}, en projection sur {\displaystyle (\Delta )}, et inversement proportionnelle à son moment d'inertie.
Ceci est souvent récapitulé dans l'équation, pour un axe de rotation (Δ) passant par A :
{\displaystyle {\vec {\alpha }}={\frac {1}{\mathrm {J} _{\Delta }}}\sum {{\vec {\mathrm {M} }}_{\mathrm {A} }({\vec {\mathrm {F} }}_{i})}},
— ou —
{\displaystyle \sum {{\vec {\mathrm {M} }}_{\mathrm {A} }({\vec {\mathrm {F} }}_{i}})=\mathrm {J} _{\Delta }{\vec {\alpha }}},
— ou encore —
{\displaystyle \sum {{\vec {\mathrm {M} }}_{\mathrm {A} }({\vec {\mathrm {F} }}_{i}})-\mathrm {J} _{\Delta }{\vec {\alpha }}={\vec {0}}}.

### Formulation générale
La formulation la plus générale en est :

Le moment dynamique par rapport à un point A donné d'un corps dans un référentiel galiléen est proportionnel à la somme des moments respectifs des forces qu'il subit exprimés au point A.
Ceci s'écrit :
{\displaystyle {\vec {\delta }}_{\mathrm {A} }=\sum _{i}{{\vec {\mathrm {M} }}_{\mathrm {A} }({\vec {\mathrm {F} }}_{i}})}
où {\displaystyle {\vec {\delta }}_{\mathrm {A} }} désigne le moment dynamique (exprimé en N m ou kg m2 s−2).
L'expression se simplifie si l'on considère le moment d'inertie par rapport au centre d'inertie G, ou bien par rapport à un point géométrique A fixe dans le référentiel — donc on calcule les moments dynamiques toujours autour du même point fixe, cela ne signifie pas qu'il existe un point du solide de vitesse nulle. Dans ce qui suit, le point P désigne soit un point fixe A, soit le centre d'inertie G.
Dans ces cas-là, le moment dynamique est simplement la dérivée du moment cinétique {\displaystyle {\vec {\sigma }}_{\mathrm {P} }}. Si par ailleurs le solide est indéformable, on peut exprimer le moment cinétique en fonction de la matrice d'inertie {\displaystyle [\mathrm {I_{P}} ]} (constante dans le repère lié au solide, mais variable dans le cas général) et l'on a :
{\displaystyle {\vec {\delta }}_{\mathrm {P} }=[\mathrm {I_{P}} ]\cdot {\vec {\alpha }}+{\vec {\Omega }}\wedge {\vec {\sigma }}_{\mathrm {P} }}
où {\displaystyle {\vec {\Omega }}} est la vitesse de rotation et {\displaystyle {\vec {\alpha }}} est le vecteur accélération angulaire
{\displaystyle {\vec {\alpha }}={\frac {\mathrm {d} {\vec {\Omega }}}{\mathrm {d} t}}.}
Le PFD devient ainsi

Dans un référentiel galiléen, si P est un point fixe dans le référentiel {\displaystyle ({\vec {\mathrm {V} }}_{\mathrm {P} }={\vec {0}})} ou bien le centre d'inertie {\displaystyle (P=G)}, alors
{\displaystyle [\mathrm {I_{P}} ]\cdot {\vec {\alpha }}+{\vec {\Omega }}\wedge {\vec {\sigma }}_{\mathrm {P} }=\sum _{i}{{\vec {\mathrm {M} }}_{\mathrm {P} }({\vec {\mathrm {F} }}_{i}})}
Si le solide est en mouvement de rotation autour d'un axe fixe {\displaystyle (\Delta )}, alors pour tout point A de cet axe (qui est également un point fixe dans le référentiel), {\displaystyle {\vec {\sigma }}_{\mathrm {A} }} est colinéaire à {\displaystyle {\vec {\Omega }}} et l'on a donc
{\displaystyle {\vec {\delta }}_{\mathrm {A} }=[\mathrm {I_{A}} ]\cdot {\vec {\alpha }}}
ce qui nous redonne l'expression du PFD de la section précédente :
{\displaystyle [\mathrm {I_{A}} ]\cdot {\vec {\alpha }}=\sum _{i}{{\vec {\mathrm {M} }}_{\mathrm {A} }({\vec {\mathrm {F} }}_{i}})}

## Dynamique avec les torseurs
On peut résumer le PFD en translation et en rotation avec les torseurs d'action et dynamique :
{\displaystyle \sum \{{\mathcal {T}}_{\mathrm {ext} }\}=\{{\mathcal {D}}\}}.
On note ℰ l'espace réel. On voit en fait que l'équation du moment dynamique
{\displaystyle \forall \mathrm {A} \in {\mathcal {E}},\sum {\vec {\delta }}_{\mathrm {ext} }(\mathrm {A} )=\sum {\vec {\mathcal {M}}}_{\mathrm {ext} }(\mathrm {A} )}
suffit seule à établir l'équilibre. En effet, les torseurs sont des champs de vecteurs, ici les champs de moments dynamiques et de moments de forces, donc la somme de torseurs est en fait la somme des moments. La résultante d'un torseur n'est qu'une propriété de ce champ ; l'équation de la résultante
{\displaystyle \sum {\vec {\mathcal {A}}}_{\mathrm {ext} }=\sum {\vec {\mathcal {R}}}_{\mathrm {ext} }}
dérive de l'équation des moments par les propriétés d'addition des torseurs.
Dans la pratique, il est plus aisé de vérifier l'équation de la résultante d'une part, et l'équation des moments en un point donné d'autre part, plutôt que de vérifier l'équation des moments en tout point.
Pour simplifier les calculs, on transporte tous les torseurs au point d'application d'une action inconnue (point où la réduction du torseur de cette action est un glisseur), et lorsque plusieurs actions sont inconnues, on prend le point d'application de l'action « la moins connue » (celle ayant le plus de composantes inconnues). En effet, plus les termes du produit vectoriel comportent d'inconnues, plus le calcul est malaisé.

## Référentiels non galiléens
Notons enfin qu'il est possible de reformuler de manière plus large la deuxième loi de Newton dans un référentiel non galiléen en ajoutant des termes dans l'équation qui sont homogènes à des forces, et qu'on appelle souvent « forces d'inertie ». Ces termes ne sont pas des forces au sens usuel « d'interactions », mais des termes correctifs d'origine géométrique et cinématique.

## Démonstration en mécanique quantique
Les postulats de la mécanique quantique permettent de retrouver la deuxième loi de Newton. En partant du théorème d'Ehrenfest, qui affirme que l'évolution temporelle de la valeur moyenne {\displaystyle \langle a\rangle =\langle \psi |\mathrm {A} |\psi \rangle } d'une observable A est donné par l'équation :
{\displaystyle {\frac {\mathrm {d} \langle a\rangle }{\mathrm {d} t}}={\frac {1}{i\hbar }}\langle \psi |[\mathrm {A} ,\mathrm {H} ]|\psi \rangle +\left\langle \psi \left|{\frac {\partial \mathrm {A} }{\partial t}}\right|\psi \right\rangle }
On applique ce théorème aux observables position et impulsion, dans le cas d'un hamiltonien {\displaystyle \mathrm {H} ={\frac {\mathrm {P} ^{2}}{2m}}+\mathrm {V} (\mathrm {R} ,t)}
{\displaystyle {\frac {\mathrm {d} }{\mathrm {d} t}}\langle r\rangle ={\frac {1}{m}}\langle p\rangle }
{\displaystyle {\frac {\mathrm {d} }{\mathrm {d} t}}\langle p\rangle =\langle -\nabla \mathrm {V} \rangle }
(ces relations sont démontrées en détail dans l'article théorème d'Ehrenfest).
En combinant les deux équations obtenues, on a
{\displaystyle m{\frac {\mathrm {d} ^{2}}{\mathrm {d} t^{2}}}\langle r\rangle =\langle -\nabla \mathrm {V} \rangle }
Cette relation correspond bien à l'équation de Newton si {\displaystyle \langle -\nabla \mathrm {V} \rangle } représente la force prise au centre du paquet d'onde de la particule étudiée, c'est-à-dire si {\displaystyle \langle \nabla \mathrm {V} \rangle =[\nabla \mathrm {V} ]_{\mathbf {r} =\langle r\rangle }}
Or,
{\displaystyle {\begin{aligned}\langle \nabla \mathrm {V} \rangle &=\langle \psi |\nabla \mathrm {V} |\psi \rangle \\\ &=\int \mathrm {d} ^{3}\mathbf {r} \;\psi ^{*}\;\nabla \mathrm {V} \;\psi \\\ &=\int \mathrm {d} ^{3}\mathbf {r} \;|\psi |^{2}\;\nabla \mathrm {V} \\\ &\simeq [\nabla \mathrm {V} ]_{\mathbf {r} =\langle r\rangle }\;\int \mathrm {d} ^{3}\mathbf {r} \;|\psi |^{2}\\\ &=[\nabla \mathrm {V} ]_{\mathbf {r} =\langle r\rangle }\end{aligned}}}
si le paquet d'onde est suffisamment localisé, ce qui est le cas à l'échelle macroscopique.
On a donc bien démontré la deuxième loi de Newton à partir des postulats de la mécanique quantique, et en particulier à partir de l'équation de Schrödinger (à travers le théorème d'Ehrenfest).

## Principe fondamental de la dynamique en mécanique relativiste
Dans le cadre de la relativité restreinte formulée par Albert Einstein, le principe fondamental de la dynamique demeure valide après modification de la définition de la quantité de mouvement :
{\displaystyle {\vec {p}}=\gamma m{\vec {v}}}
où {\displaystyle \gamma ={\frac {1}{\sqrt {1-{\frac {v^{2}}{c^{2}}}}}}} est le facteur de Lorentz avec c la vitesse de la lumière.
La quantité de mouvement d'un objet matériel tend ainsi vers l'infini lorsque sa vitesse se rapproche de c, ce qui traduit l'impossibilité théorique pour un tel objet de dépasser la vitesse de la lumière. On retrouve par ailleurs la définition classique de la quantité de mouvement {\displaystyle {\vec {p}}\approx m{\vec {v}}} aux faibles vitesses.

Dans un référentiel galiléen (ou inertiel) donné, le principe fondamental de la dynamique conserve alors sa forme habituelle :
{\displaystyle \sum _{i}{{\vec {\mathrm {F} }}_{i}}={\frac {\mathrm {d} {\vec {p}}}{\mathrm {d} t}}}
Dans le cadre de la relativité générale, cependant, la gravitation n'est plus considérée comme une force à part entière mais comme une conséquence géométrique de la déformation de l'espace-temps par la matière, c'est-à-dire une extension du principe d'inertie. Le mouvement inertiel ne se fait donc plus « en ligne droite », mais suit des géodésiques de l'espace-temps.

### Formulation en termes de quadrivecteurs
Pour faciliter les changements de coordonnées entre référentiels inertiels (transformations de Lorentz), une forme plus générale du principe fondamental de la dynamique peut-être établie en utilisant le formalisme des quadrivecteurs dans l'espace-temps de Minkowski. La quantité de mouvement est ainsi remplacée par le quadrivecteur énergie-impulsion {\displaystyle p^{\alpha }}et les forces extérieures par les quadri-forces {\displaystyle F^{\alpha }}: 
{\displaystyle p^{\alpha }=(E/c;{\vec {p}})}, où {\displaystyle E} est l'énergie totale de la particule et {\displaystyle {\vec {p}}} est la quantité de mouvement relativiste précédemment définie ;{\displaystyle F^{\alpha }=(\gamma {{\vec {F}}\cdot {\vec {v}}}/{c};\gamma {\vec {F}})}
Par ailleurs, l'écoulement du temps étant relatif à un référentiel donné, il est nécessaire d'introduire la notion de temps propre {\displaystyle \tau }, correspondant au temps mesuré dans le référentiel où le système est immobile (temps que mesurerait une horloge « attachée » au système). Cette grandeur invariante, peut être définie dans le référentiel inertiel d'observation par :
{\displaystyle {dt}={\gamma }\cdot d\tau }
Le principe fondamental de la dynamique relativiste prend alors la forme plus générale :
{\displaystyle \sum {\mathrm {F} ^{\alpha }}={dp^{\alpha } \over d\tau }}
On retrouve ainsi l'expression précédente pour la quantité de mouvement, tandis que le premier terme des quadrivecteurs donne une variante relativiste du théorème de l'énergie cinétique.